# Aedes lunulatus
Aedes lunulatus är en tvåvingeart som beskrevs av King och Harry Hoogstraal 1946. Aedes lunulatus ingår i släktet Aedes och familjen stickmyggor. Inga underarter finns listade i Catalogue of Life.